# Alstonia lanceolata
Alstonia lanceolata är en oleanderväxtart som beskrevs av Heurck, Müll. Arg.. Alstonia lanceolata ingår i släktet Alstonia och familjen oleanderväxter. Inga underarter finns listade i Catalogue of Life.